# Aulacus houstoni
Aulacus houstoni är en stekelart som beskrevs av Jennings, Austin och Stevens 2004. Aulacus houstoni ingår i släktet Aulacus och familjen vedlarvsteklar. Inga underarter finns listade.